# 11758 Sargent
11758 Sargent (4035 P-L) là một tiểu hành tinh vành đai chính được phát hiện ngày 24 tháng 9 năm 1960, bởi Cornelis Johannes van Houten và Ingrid van Houten-Groeneveld. Nó được đặt theo tên Caltech, nhà thiên văn học Wallace Sargent; vợ của ông là bà Anneila Sargent cũng được một thiên thạch có tên bà, 18244 Anneila.